# Sarufutsu
Sarufutsu (jap. 猿払村 Sarufutsu-chō) – miasto w Japonii, w prefekturze Hokkaido, w podprefekturze Sōya. Według danych na rok 2020 miejscowość zamieszkiwało 2 611 mieszkańców , a gęstość zaludnienia wyniosła 4,4 os./km².